# Leptostylis villosa
Leptostylis villosa är en kräftdjursart som beskrevs av Sars 1869. Leptostylis villosa ingår i släktet Leptostylis och familjen Diastylidae. Arten är reproducerande i Sverige. Inga underarter finns listade i Catalogue of Life.

## Bildgalleri

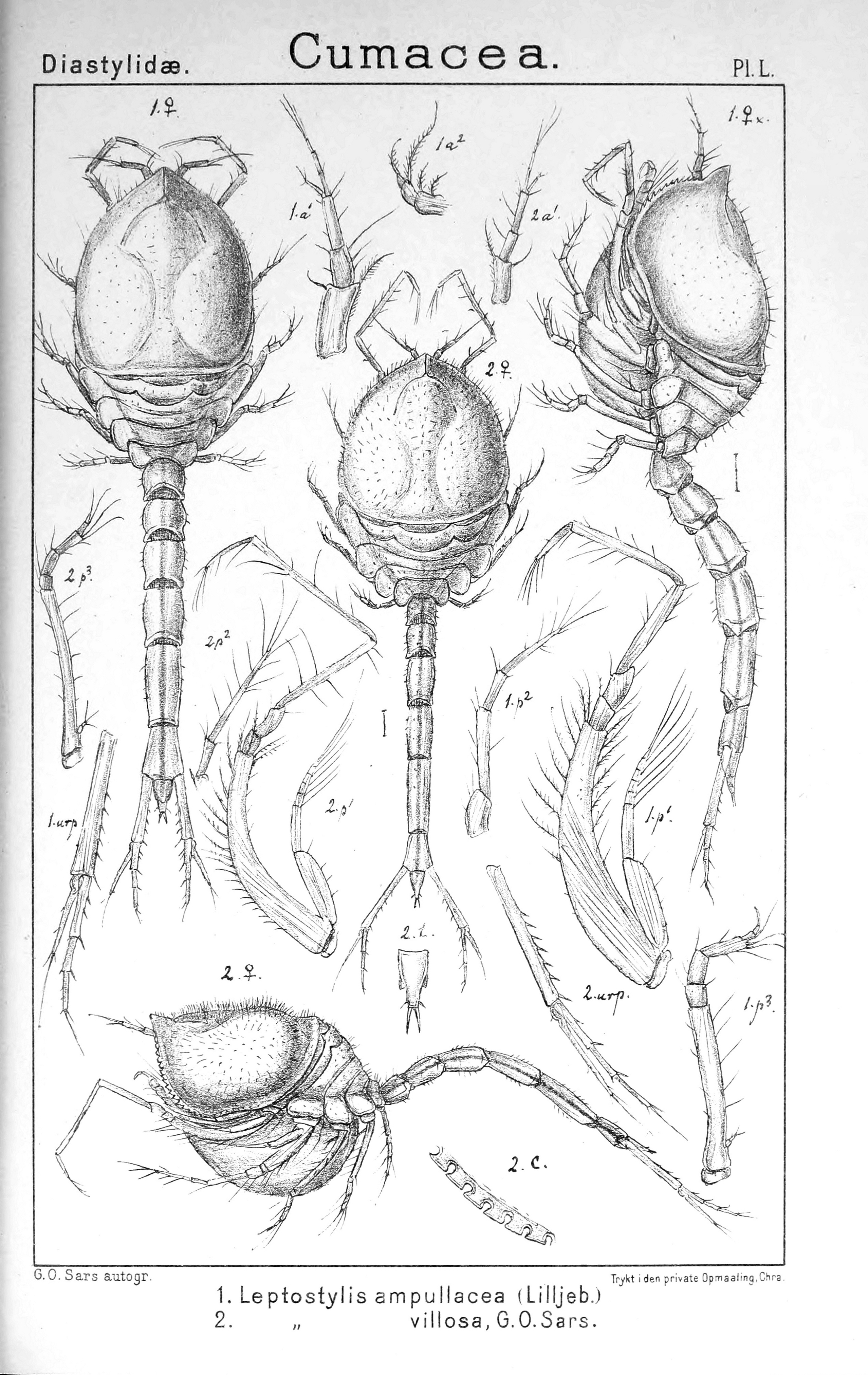